# Kein Land für Niemand – Abschottung eines Einwanderungslandes
Kein Land für Niemand – Abschottung eines Einwanderungslandes ist ein deutscher Dokumentarfilm aus dem Jahr 2025 von Max Ahrens und Maik Lüdemann. Der Film behandelt die Konsequenzen einer restriktiveren europäischen und deutschen Migrations- und Asylpolitik und thematisiert die politische und gesellschaftliche Dynamik zunehmender Abschottung gegenüber Geflüchteten.

## Inhalt
Der Film begleitet Rettungseinsätze auf dem Mittelmeer und dokumentiert die Lebensbedingungen in Lagern an den europäischen Außengrenzen. Er verleiht Geflüchteten eine Stimme, die den gefährlichen Weg nach Europa überlebt haben. Im Fokus steht die Wechselwirkung zwischen staatlicher Politik und zivilgesellschaftlichem Engagement sowie der Einfluss eines gesellschaftlichen Rechtsrucks auf die Migrationspolitik. Thematisiert wird die zunehmende Kriminalisierung von Fluchtbewegungen und die Herausforderungen humanitärer Hilfsorganisationen wie Sea-Eye. Ergänzt werden persönliche Fluchtgeschichten durch Reflexionen über die Rolle von Angstdiskursen und populistischen Narrativen in der politischen Agenda.

## Kontext
Der Film wurde von der Produktionsfirma Nashorn Filmhaus KG realisiert, mit Unterstützung durch NGOs wie Sea-Watch, Sea-Eye, United4Rescue und PRO Asyl. Die Premiere erfolgte am 16. Juni 2025. Der Film wurde im Kontext stark politisierter Diskussionen über Migrationspolitik in Deutschland veröffentlicht. Im Jahr 2025 verabschiedete der Bundestag einen Entschließungsantrag zur Migrationsbegrenzung, unterstützt von der AfD, der eine weitgehende Schließung der deutschen Grenzen vorsah. Der Film setzt dieses Ereignis in Beziehung zu einem umfassenderen europäischen Trend der Abschottung.

## Rezeption
Der Dokumentarfilm erfuhr kritische Aufmerksamkeit und mediales Echo. Die Hamburg Media School befand, der Film treffe den „medialen Nerv der Zeit“ und bringe eine veränderte Debatte über Migration in den Vordergrund. nd-aktuell hebt hervor, dass der Film moralische Fragen aufwerfe und der gesellschaftlichen Migrationsdebatte eine kritische Perspektive hinzufüge. Weitere Reaktionen aus der Presse sind:
- „Eine valide Gegenerzählung … Das ist ein Meisterwerk.“ – Jean Peters, Correctiv
- „Dieser Lockdown der Menschlichkeit muss beendet werden …“ – Heribert Prantl, Süddeutsche Zeitung
- „Ein eindrücklicher Film, der uns das Wegschauen unmöglich macht.“ – NDR
- „Ein Film, der absolut überfällig ist.“ – Till Reiners[2]